# Даунс (Канзас)
Даунс (енгл. Downs) град је у америчкој савезној држави Канзас.

## Демографија
По попису из 2010. године број становника је 900, што је 138 (-13,3%) становника мање него 2000. године.
| Група             | 2000.         | 2010.       |
| Белци             | 1.021 (98,4%) | 876 (97,3%) |
| Афроамериканци    | 0 (0,0%)      | 1 (0,1%)    |
| Азијати           | 3 (0,3%)      | 5 (0,6%)    |
| Хиспаноамериканци | 5 (0,5%)      | 8 (0,9%)    |
| Укупно            | 1.038         | 900         |